# Приск Атал
Приск Атал (починал след 416) е на два пъти римски узурпатор (през 409 и през 414) срещу император Флавий Хонорий, с подкрепата на вестготите.
Приск бил важен сенатор в Рим, който изпълнявал длъжността praefectus urbi през 409. На два пъти той е провъзгласяван за император от вестготите в опит да наложат техните условия над неспособния император Хонорий в Равена.
Той носил римската императорска титла през 409 и по-късно в Бордо през 414. Неговите две управления общо продължили само няколко месеца; първото приключило, когато Аларих сметнал, че то спъва неговите преговори с Хонорий, а второто приключило след като узурпаторът бил изоставен от вестготите и накрая хванат от хората на Хонорий. Атал бил задължен да вземе участие в триумфа, който Хонорий отпразнувал по улиците на Рим през 416, преди узурпаторът да приключи дните си като изгнаник на Липарските острови.